# Henri Ciriani

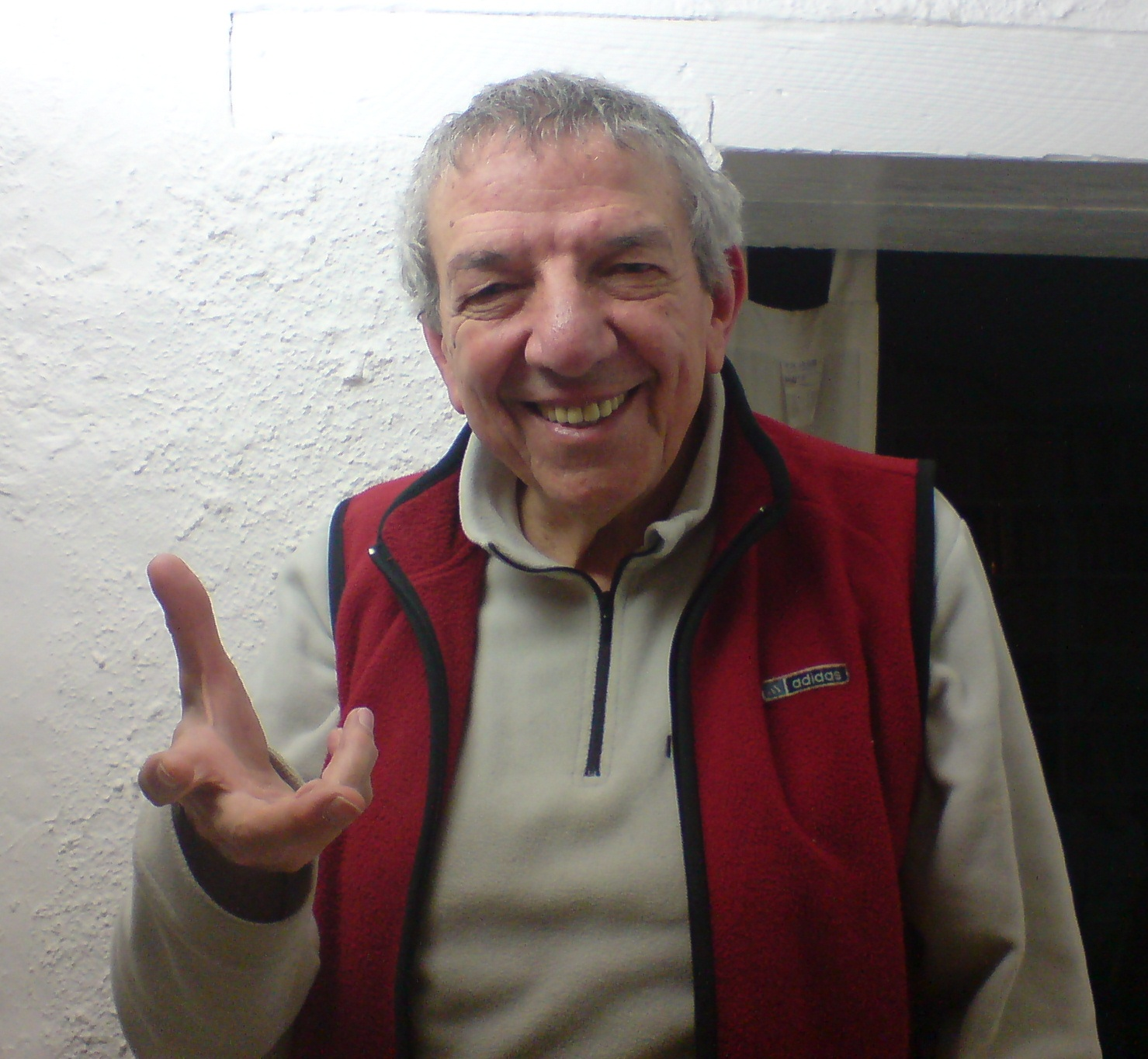
Henri Ciriani 2009

Henri-Edouard Ciriani (* 30. Dezember 1936 in Lima) ist ein aus Peru stammender französischer Architekt, der zahlreiche öffentliche Gebäude entworfen hat.
Zu seinen realisierten Bauten gehören u. a. das in eine alte Schlossruine integrierte Museum Historial de la Grande Guerre (1992) in Péronne sowie das Justizgebäude in Pontoise (2006). 1983–1994 plante Ciriani das Musée départemental Arles antique in Arles. 1982 erhielt er den Grand prix national de l’architecture. Er war Professor an der École nationale supérieure des beaux-arts de Paris.

## Ehrungen
- 1997: Ritter der Ehrenlegion[2]